# Marie-Anne Colson-Malleville
Marie-Anne Colson-Malleville (Sainte-Gemmes-sur-Loire, 8 de febrero de 1892 - París, 11 de marzo de 1971), nacida como Marie Anne Françoise Mareau, fue una directora de cine francesa, conocida por sus cortometrajes documentales sobre Argelia. Fue pareja y socia de la directora Germaine Dulac desde la década de 1920 hasta la muerte de esta en 1942.

## Trayectoria
Marie Anne Françoise Mareau nació en Sainte-Gemmes-sur-Loire en 1892. Trabajó como profesora y programadora de cine en su juventud.
Fue asistente de dirección en cinco películas mudas dirigidas por su compañera Germaine Dulac en la década de 1920: Gossette (1923), Celles qui s'en font (1923), El corazón de una actriz (1924), El diablo en la ciudad (1925), y L'Invitation au voyage (1930). Después de la muerte de Dulac, Colson-Malleville volvió al cine y dirigió documentales como Doigts de lumière (1949), Baba Ali (1952), Des rails sous les palmiers (1952), Tapisseries de l'apocalypse (1956), A la sueur de ton front (1957), y Pierre de Lune (1960). Muchos de sus cortometrajes documentales se realizaron en y sobre la Argelia francesa. Colson-Malleville también escribió canciones y organizó encuentros sobre la historia del cine.
Colson-Malleville y Germaine Dulac fueron compañeras tanto en su vida profesional como privada, desde principios de la década de 1920 hasta la muerte de esta en 1942. Durante este periodo, estuvo casada dos veces, primero con Paul Malleville y con George Colson. Ambos hombres trabajaban en la industria cinematográfica francesa y eran a su vez amigos de Dulac.
Colson-Malleville conservó los artículos y la correspondencia de Germaine Dulac, que finalmente fueron archivados como Fonds Marie-Anne Colson-Malleville en la Bibliothèque du Film de París, así como las conferencias sobre cine, que finalmente fueron publicadas en 2019 como What is Cinema?
Colson-Malleville murió en 1971, a la edad de 79 años, en París. El cineasta francés Pierre Filmon es el sobrino nieto de Colson-Malleville, el nieto de su hermano.

## Reconocimientos
En 2020, el libro Qu'est-ce que le cinéma?, escrito por Colson-Malleville con su compañera Dulac y publicado por Clément Lafitte y Tami Williams en versión bilingüe, fue reconocido con el Premio del Libro de Cine del Centro Nacional del Cine y la Imagen Animada, presidido por Isabelle Carré.